# Municipio de Sentinel
El municipio de Sentinel (en inglés: Sentinel Township) es un municipio ubicado en el condado de Golden Valley en el estado estadounidense de Dakota del Norte. En el año 2010 tenía una población de 50 habitantes y una densidad poblacional de 0,13 personas por km².

## Geografía
El municipio de Sentinel se encuentra ubicado en las coordenadas 46°53′11″N 103°43′8″O / 46.88639, -103.71889. Según la Oficina del Censo de los Estados Unidos, el municipio tiene una superficie total de 372.02 km², de la cual 371,28 km² corresponden a tierra firme y (0,2 %) 0,75 km² es agua.

## Demografía
Según el censo de 2010, había 50 personas residiendo en el municipio de Sentinel. La densidad de población era de 0,13 hab./km². De los 50 habitantes, el municipio de Sentinel estaba compuesto por el 100 % blancos. Del total de la población el 0 % eran hispanos o latinos de cualquier raza.